# Grotte de Bara-Bahau
La grotte de Bara-Bahau (ou Bara-Bao), longue d'une centaine de mètres, est l'une des grottes ornées paléolithiques de la vallée de la Vézère  située sur la commune française du Bugue en Dordogne, région Nouvelle-Aquitaine.
Elle présente un intérêt géologique, notamment par ses concrétions excentriques, et surtout préhistorique, par les gravures pariétales qu'elle renferme. Elle tient son nom d'une onomatopée de l'occitan local qui signifie « badaboum » en référence à des blocs effondrés visibles dans la première salle. Propriété privée ouverte au public, elle a été classée monument historique en 1961.

## Géographie et contexte géologique
La cavité se situe sur la commune du Bugue en Périgord noir. Elle s'ouvre dans une colline située en rive droite du ruisseau de Ladouch, petit affluent rive droite de la Vézère. Elle est la plus méridionale de l'ensemble des grottes ornées de la vallée de la Vézère.
Creusée dans des calcaires argileux du Campanien 3, elle se développe sur 90 mètres pour une hauteur allant de 3 à 12 m et une largeur de 8 à 25 m. Elle se divise en deux parties : une galerie s'ouvrant par un large porche sur l'extérieur et une deuxième salle (rotonde) lui faisant suite et renfermant les gravures.
Sur la planète Mars, en mars 2021, l'une des cibles d'analyses poussées effectuées sur un affleurement rocheux par l'astromobile Curiosity de la NASA, est baptisée d'après la grotte, comme d'autres cibles le furent précédemment par d'autres toponymes français.

## Historique de la découverte

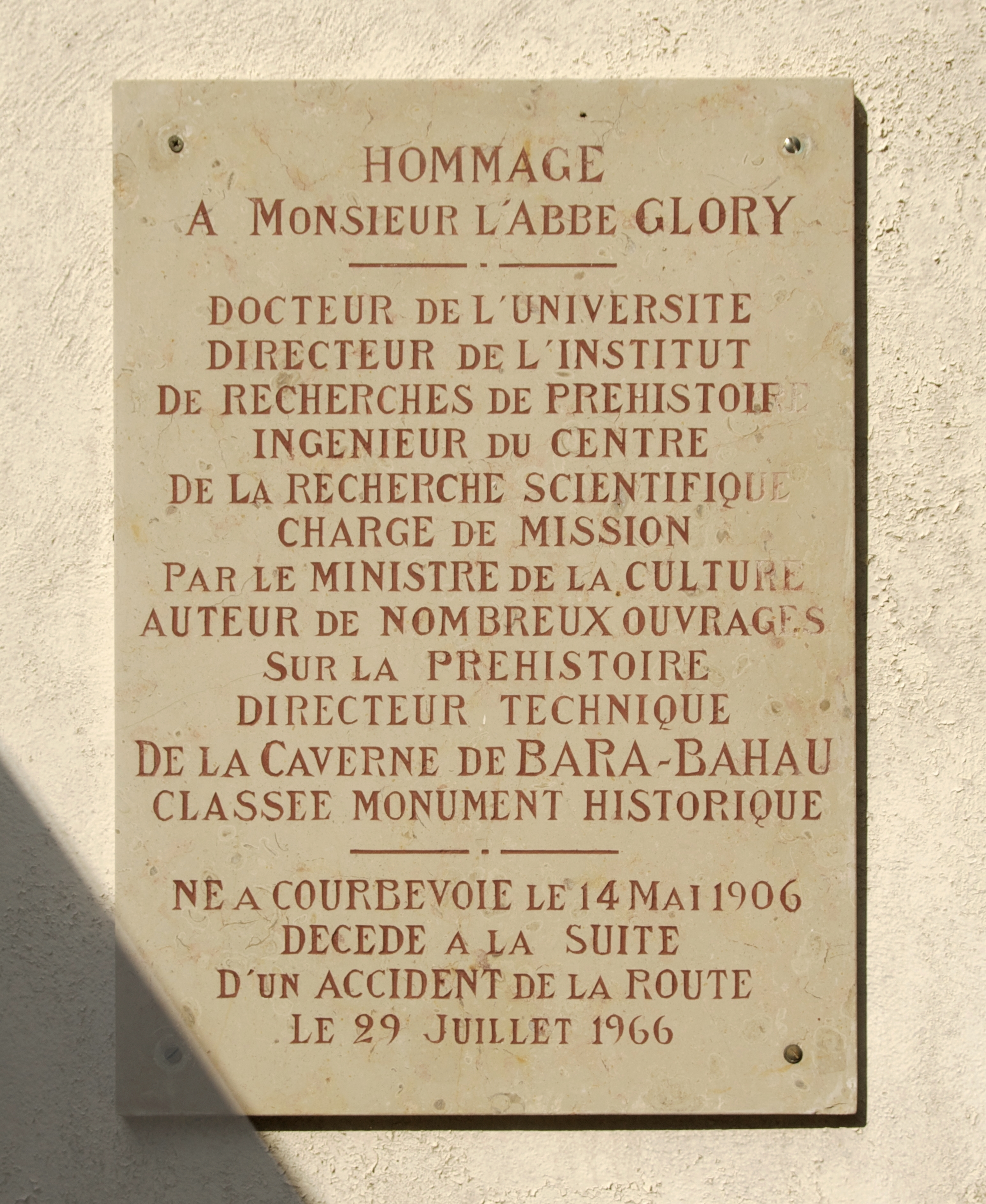
Plaque à l'entrée de la grotte de Bara-Bahau au Bugue en Dordogne.

La première partie de la cavité était connue depuis toujours. La partie profonde de la grotte, renfermant les gravures, ne fut en revanche découverte que le 1er avril 1951, par le célèbre spéléologue français, Norbert Casteret, et sa fille Maud qui fut la première à reconnaître les gravures pariétales.
Expertisées le 15 août de la même année par l'abbé Henri Breuil, les gravures furent relevées et étudiées par l'abbé André Glory en 1955 puis plus tard par Brigitte et Gilles Delluc.

### Nature des représentations
Les figures pariétales, au nombre de 26, sont réunies en un unique panneau disposé sur la paroi gauche au plafond de la deuxième salle. Elles ont été tracées sur un calcaire tendre incluant de nombreux nodules de silex, qualifié de « fromage blanc » par André Glory.
Disposées sur trois niveaux superposés, les gravures se divisent en deux thèmes :
- 18 représentations animalières (équidés, bovidés : aurochs et bisons, un ours, un cervidé (renne ?), un bouquetin et des animaux indéterminés), dont certaines de grande dimension.
- 8 signes (quadrangulaires, bâtonnets, macaronis…) dont deux sont des représentations humaines partielles : une main gravée et un phallus.

Les équidés représentent 55 % du bestiaire et les bovidés 25 %.

## Contexte archéologique
L'étude géologique fut confiée à F.-M. Bergounioux qui pratiqua près de l'entrée de la grotte plusieurs sondages dont l'un profond d'une vingtaine de mètres.
Les dépôts des deux salles livrèrent, au cours d'aménagements, de rares vestiges lithiques, notamment des lames d'allure aurignacienne.
Une occupation animale de la cavité antérieure à la réalisation des gravures est en outre attestée par de nombreux ossements d'ours des cavernes (Ursus spelaeus), retrouvés dans le sol de la deuxième salle, et par des griffades profondes rendant parfois ardue la lecture des gravures.

### Attribution culturelle
Longtemps considérées comme aurignaciennes, André Leroi-Gourhan proposa d'attribuer les gravures au Magdalénien ancien-moyen (style IV). Cette attribution fait consensus aujourd'hui, après les travaux de B. et G. Delluc.

### Classement
Par arrêté du 20 avril 1961, elle est classée monument historique.

## Exploitation touristique
La cavité a subi de nombreux aménagements destinés à faciliter l'accès aux gravures (nivellement du parcours souterrain, abaissement du sol sous les gravures, éclairages, escaliers et rampes) et leur lecture (négatoscope des gravures à disposition des visiteurs).
Cette grotte ne pose aucun problème de conservation et accueille annuellement 10 000 visiteurs.
Une exposition pédagogique comprenant des explications et des reproductions d'œuvres préhistoriques est présente à l'entrée de la grotte.
En 2017, l'exploitation touristique est reprise pour cinq ans par les dirigeants du parc du Bournat, situé également au Bugue.